# Elsa Thoresen
Elsa Cecilie Thoresen, född 1 maj 1906 i Minnesota i USA, död 1994 i Seattle, USA, var en amerikansk målare och grafiker.
Hon var dotter till den norska läkaren Thore Thoresen och Alice Josephine Johnson och var gift 1935–1953 med Vilhelm Bjerke-Petersen. Thoresen studerade vid Statens håndverks- og kunstindustriskole i Oslo 1927–1928 och för Alfred Bastien vid Académie des Beaux-Arts i Bryssel 1928–1929 samt för Halfdan Strøm och Axel Revold vid Statens Kunstakademi i Oslo 1929–1930 samt under ett stort antal studieresor i Skandinavien, Nederländerna, Frankrike och USA. Vid slutet av 1930-talet hörde hon till en liten krets av surrealistiska konstnärer i Danmark som till en början mötte ett visst motstånd vid urvalen till jurybedömda samlingsutställningar. 
Elsa Thoresen bosatte sig i Danmark 1935 och i samband med andra världskriget tvingades hon hennes man med två barn fly till Sverige 1943. Här arbetade hon liksom sin man i nära anknytning till Halmstadgruppens målare i Söndrum under sina sommarvistelser i Halmstad. Separat ställde hon ut på bland annat Louis Hahnes konsthandel i Stockholm i Karlstad, Örebro och Karlskoga. Tillsammans med sin man och Erik Olson ställde hon ut i Köpenhamn 1936. Dessutom har hon medverkat i ett flertal samlingsutställningar i Köpenhamn, Stockholm, Göteborg, Oslo, Paris, New York och Halmstad. Thoresen är representerad vid bland annat Sønderjyllands Kunstmuseum i  Tønder, Museum Jorn i Silkeborg, Danmark och Hallands Konstmuseum, Halmstad.
År 2020 visades ett urval av hennes verk på Mjellby konstmuseum i Halmstad.